# Артільнецький заказник
Арті́льнецький — ботанічний заказник місцевого значення, об'єкт природно-заповідного фонду Харківської області загальною площею 167,8 га, що розташовано біля с. Артільне Великобурлуцького району. Створено рішенням IV сесії Харківської обласної ради XXIV скликання від 24 вересня 2002 р.
Територія розташована в яружно-балковій системі. Представлені:
- велика ділянка реліктових справжніх типчаково-ковилових степів;
- рослинність вапнякових відслонень, яка є реліктовою для Харківської області й України.

Серед рослинних угруповань найціннішими є занесені до Зеленої книги України формації ковили волосистої, ковили Лессінга й осоки низької, а також низка рідкісних для Харківщини рослинних угруповань. Флора заказника багата рідкісними видами, занесеними до Червоної книги України та регіональних Червоних списків.